# Università per la Pace
L'Università per la Pace (UPEACE, University for Peace) fu fondata in Costa Rica nel 1980 "per fornire all'umanità un'istituzione internazionale di istruzione superiore per la pace e allo scopo di promuovere tra tutti gli esseri umani lo spirito di comprensione, tolleranza e pacifica coesistenza.
Il campus dell'UPEACE in Costa Rica ha 124 studenti provenienti da 37 paesi diversi, che ne fanno per la sua dimensione una delle università più eterogenee del mondo. L'UPEACE è l'unica istituzione nella famiglia delle Nazioni Unite autorizzata a rilasciare lauree ai livelli di master e di dottorato.
La lingua d'insegnamento è l'inglese; tuttavia, molti membri del personale dell'UPEACE parlano solo spagnolo, e la maggioranza delle risorse della biblioteca dell'UPEACE non sono disponibili in inglese.
L'11 dicembre 2008 le è stato riconosciuto lo status di osservatore dell'Assemblea generale delle Nazioni Unite.

## Storia
Per garantire la libertà accademica, l'Università fu fondata in base al proprio statuto, approvato dall'Assemblea generale delle Nazioni Unite. L'UPEACE non è soggetta ai regolamenti dell'ONU ed è diretta dal suo consiglio, composto da note personalità con competenza in materia di pace e sicurezza. Ciò ha permesso all'Università di muoversi rapidamente e di innovarsi, concentrando il suo nuovo, rigoroso programma accademico sulle cause fondamentali di conflitto attraverso un approccio multisciplinare e di orientamento multiculturale. Il Segretario Generale delle Nazioni Unite Ban Ki-Moon è il presidente onorario dell'università.
La più ampia missione dell'Università dovrebbe esser essere vista nel contesto degli obiettivi della pace e della sicurezza mondiali delle Nazioni Unite. L'importanza centrale dell'istruzione, della formazione e della ricerca in tutti i loro aspetti per costruire le fondamenta della pace e del progresso e ridurre il pregiudizio e l'odio sui quali si basano la violenza, il conflitto ed il terrorismo, è sempre più spesso riconosciuta. Lo Statuto dell'Università richiede all'UPEACE "di contribuire al grande compito universale di educare alla pace impegnandosi nell'insegnamento, nella ricerca, nella formazione post laurea e nella divulgazione della conoscenza fondamentali per il pieno sviluppo della persona umana e delle società attraverso lo studio interdisciplinare di tutte le materie collegate alla pace".
Il finanziamento dei programmi dell'UPEACE deriva dal sostegno di numerosi governi, fondazioni ed istituzioni che credono nella missione dell'Università. È in corso la raccolta di fondi per la creazione di un fondo di dotazione.
L'obiettivo dell'UPEACE è di creare una rete di centri ed attività UPEACE che collaborano tra loro in regioni diverse, guidate dalla loro sede centrale in Costa Rica e che cooperano con un gran numero di università, ONG ed altri partner alle attività di istruzione e di ricerca per la pace.

## Campus

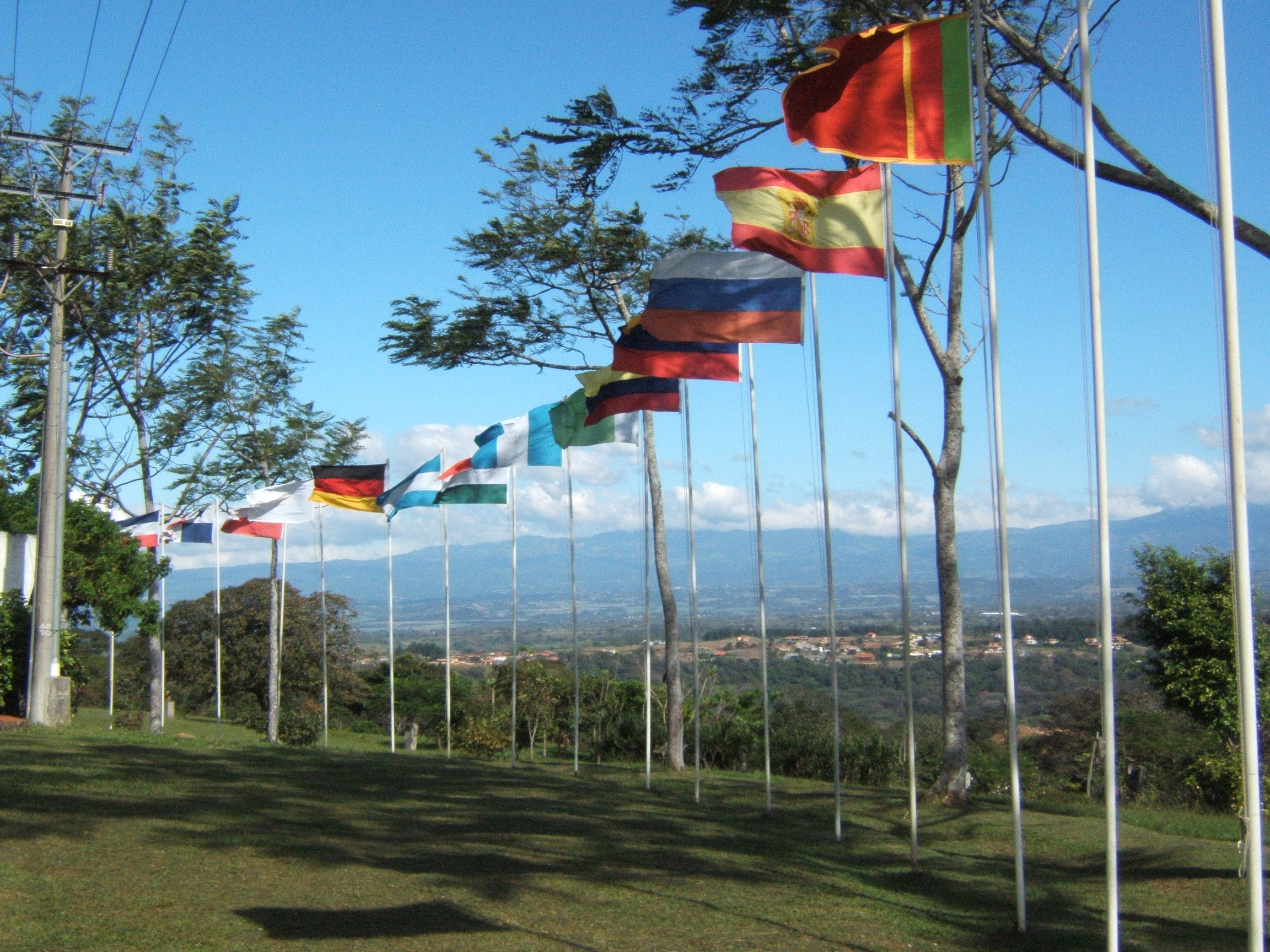
Veduta dal campus in Costa Rica

Il campus in Costa Rica dell'UPEACE sorge su più di tre chilometri quadrati di terreno a circa 20 chilometri a ovest della capitale, San José. Il campus comprende una foresta primordiale protetta e un parco della pace, donato dal governo ospitante.

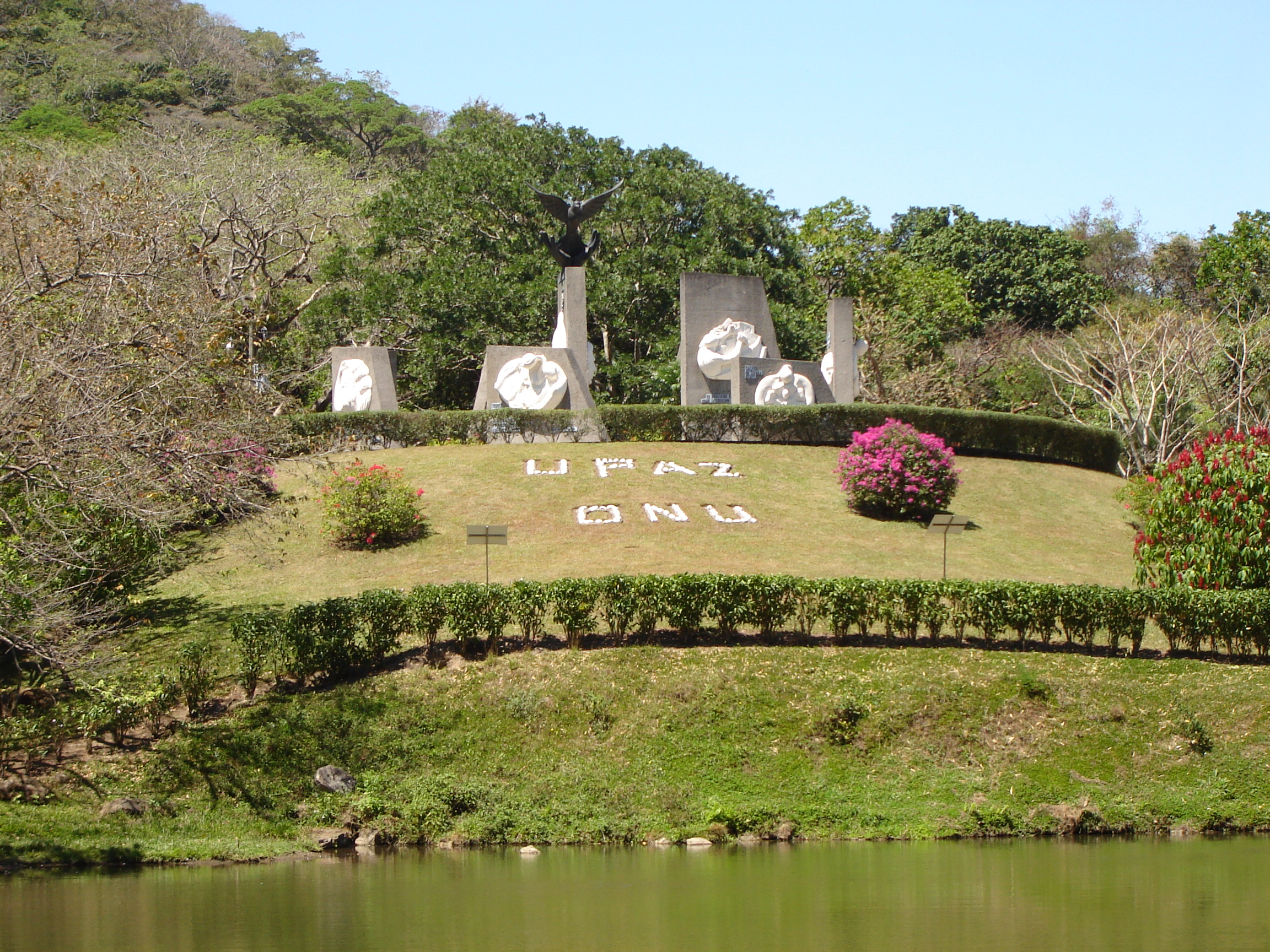
Parco della Pace

## Organizzazione
La UPEACE nel suo campus in Costa Rica è organizzata in tre dipartimenti che offrono undici programmi di master di durata annuale. Tali dipartimenti sono:
- Ambiente e sviluppo (Enviornment and Development)[4]
- Pace e studi per la risoluzione dei conflitti (Peace and conflict studies)[5]
- Diritto internazionale (International Law)[6]

Alcuni dei master offerti sono:
- Diritto internazionale e diritti umani (International Law and Human Rights)
- Diritto internazionale e risoluzione delle controversie (International Law and the Settlement of Disputes)
- Studi di genere e costruzione della pace (Gender and Peace Building)
- Studi internazionali sulla pace (International Peace Studies)
- Educazione alla pace (Peace Education)
- Sicurezza ambientale e pace (Environmental Security and Peace)
- Media, studi per la risoluzione di conflitti e pace (Media and Conflict and Peace)

La UPEACE offre anche un programma di doppia laurea a livello di master in collaborazione con l'American University a Washington D.C. Dopo due anni si ottiene un MA in Affari internazionali dalla School of International Service dell'American University ed un MA in Risorse naturali e sviluppo sostenibile (Natural Resources and Sustainable Development) dall'UPEACE.
L'Università ha recentemente istituito il Centre for Executive and Professional Education(Centro per l'istruzione dirigenziale e professionale) che offre corsi a studenti non iscritti su varie tematiche Nonprofit Leadership (Leadership nel settore onlus), Corporate Social Responsibility (Responsabilità sociale d'impresa), Entrepreneurship in the Social Sector (Imprenditoria nel settore sociale) ed Educating in the 21st Century (eduazione nel XXI secolo).
Il programma di condivisione della conoscenza per la pace della UPEACE  (UPEACE Sharing Knowledge for Peace Program) è un'iniziativa di apprendimento a distanza per far sì che quanti sono impossibilitati a frequentare i corsi in Costa Rica o in una delle altre sedi dell'UPEACE siano raggiunti attraverso metodi di divulgazione all'avanguardia.